# 和歌山労働局
和歌山労働局（わかやまろうどうきょく）は、和歌山県和歌山市にある日本の都道府県労働局で、和歌山県を管轄している。

## 所在地
- 本局 和歌山市黒田二丁目3番3号 和歌山労働総合庁舎

## 組織
局長
- 総務部
  - 総務課、労働保険徴収室
- 労働基準部
  - 監督課、健康安全課、賃金室、労災補償課
- 職業安定部
  - 職業安定課、職業対策課、訓練課、需給調整事業室
- 雇用環境・均等室

## 出先機関
- 労働基準監督署（5署）
  - 和歌山労働基準監督署（和歌山市）
  - 御坊労働基準監督署（御坊市）
  - 橋本労働基準監督署（橋本市）
  - 田辺労働基準監督署（田辺市）
  - 新宮労働基準監督署（新宮市）

- 公共職業安定所（ハローワーク、7所1出張所）
  - 和歌山公共職業安定所（和歌山市）
  - 新宮公共職業安定所（新宮市）
    - 串本出張所（東牟婁郡串本町）

  - 田辺公共職業安定所（田辺市）
  - 御坊公共職業安定所（御坊市）
  - 湯浅公共職業安定所（有田郡湯浅町）
  - 海南公共職業安定所（海南市）
  - 橋本公共職業安定所（橋本市）

## 管轄
- 和歌山県全域